# Ducado de Rutland

Armas del duque de Rutland.

El ducado de Rutland es un título aristocrático inglés creado, el 29 de marzo de 1703, por la reina Ana para John Manners, conocido barón Roos de 1641 hasta 1679, estadista y político británico Whig.

## Historia
El título de conde de Rutland fue nombrado en 1525 para Sir Thomas Manners, 12° barón de Ros. El 9° conde de Rutland, en 1703, fue elevado como duque de Rutland.
El título de barón Roos de Belvoir es creado en 1896 para el estadista conservador, John Manners, 8° duque de Rutland.
El general marqués de Granby, hijo del 3° duque, es famoso militar en la batalla de Minden.
El actual titular es David Manners, 11º duque de Rutland, quién recibió estos títulos en 1999 cuando murió su padre, Charles Manners, 10º duque de Rutland.
Los duques de Rutland tienen unos títulos subsidiarios, como marqués de Granby, viven en el castillo de Belvoir en el Leicestershire en Inglaterra.